# クラレンス・ロックランド
クラレンス・ロックランド（仏語：Cité de Clarence-Rockland、英語：City of Clarence-Rockland）は、カナダのオンタリオ州南東部プレスコット・ラッセル連合郡に属する市。人口は約23千人。西側をカナダの首都オタワに接していて、カナダにおける首都圏地区（National Capital Region）の一部を形成している。
ロックランド町とクラレンス・タウンシップの合併で1998年に市制となった。市民の68%が仏語話者であり、ケベック州外ではカナダで最も仏語話者の割合の多い市であり、公式に二カ国語制を採用している。

## 交通

### バス
- クラレンス・ロックランド・トランスポ（Clarence-Rockland Transpo、略称：CR Transpo）が市内公共交通をになっている。